# صنم شيجير

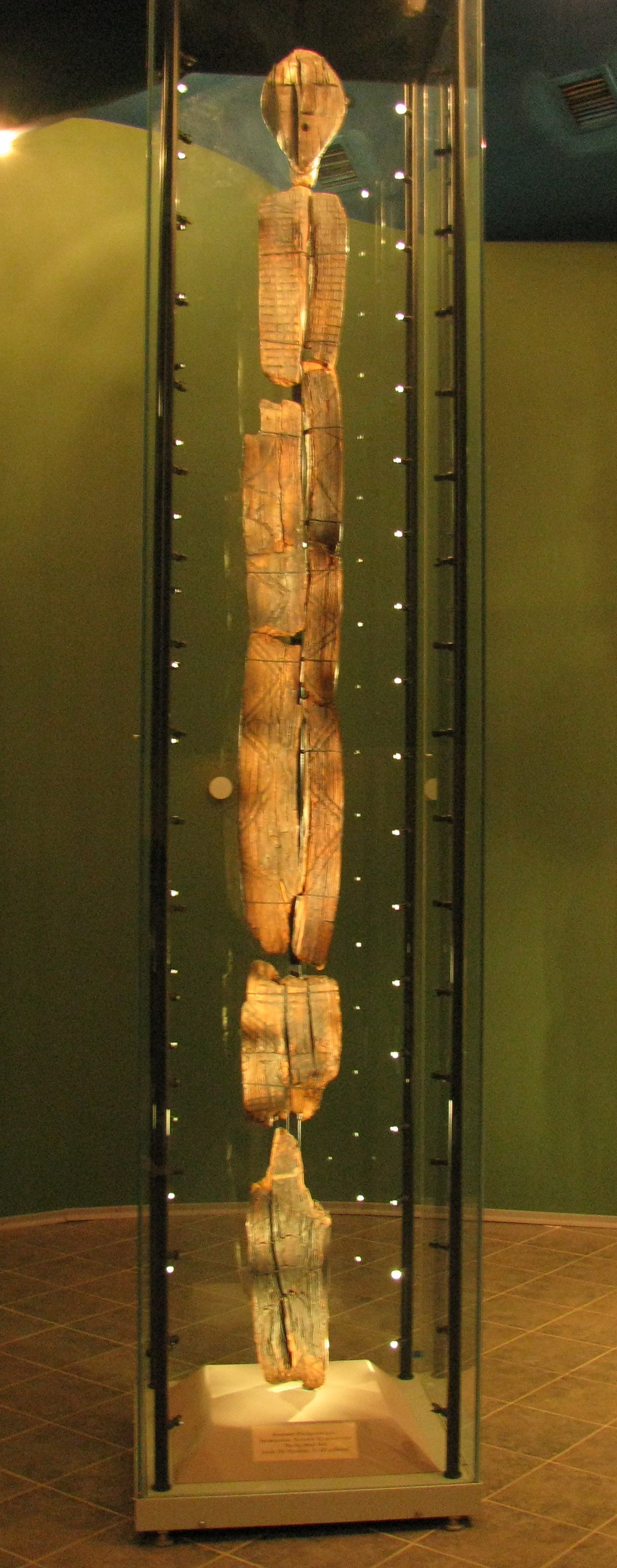

صنم شيجير (بالروسية: Шигирский идол) هو صنم خشبي تم اكتشافه في الأورال في روسيا، ويعتبر منحوت خشبي يعتبر الأقدم في العالم تم نحته خلال فترة العصر الحجري الأوسط حوالي 11,000 سنة قبل الميلاد يتم عرضه في «المعرض التاريخي» في متحف يكاترينبورغ، روسيا.

## اكتشاف
اكتشف صنم شيجير في 24 يناير 1894 على عمق 4 أمتار في مستنقع خث في شيجير على المنحدر الشرقي لجبال الأورال الوسطى ما يقرب من 100 كم من يكاترينبورغ. بيد ان أعمال التنقيب كانت قد بدأت في هذا الموقع وقت سابق قبل 40 عاما، حيث تم اكتشاف مجموعة متنوعة من الآثار التاريخية القديمة في منجم للذهب مفتوح.
تم استخراجه في عشرة أجزاء. وقام الأستاذ د. إ. لوبانوف DI Lobanov بجمع الأجزاء الرئيسية لإعادة تكوين صنم يبلغ طوله 2.80 مترا. في عام 1914 قام عالم الآثار فلاديمير تولماتشيف Tolmachev بتقديم مقترح بديل لهذا التركيب من خلال دمج الأجزاء الصغيرة الغير المستخدمة. فقدت بعض هذه الشظايا في وقت لاحق ولم يتبقى إلا رسومات تولماتشيف المتعلقة.

## التأريخ
وقد أجرى الباحث GI Zajtseva من معهد التاريخ لثقافة المادة في سانت بطرسبرغ عملية تأريخ بالكربون المشع لهذا الصنم والتي أكدها المعهد الجيولوجي التابع لأكاديمية العلوم الروسية في موسكو وأعطى عمر حوالي 9500 سنة. ثم قدّم تحليل ألماني لاحق عمرا يقدر ب 11,000 سنة. وهذا يجعل من صنم شيجير أقدم منحوت خشبي معروف في العالم.

## الوصف

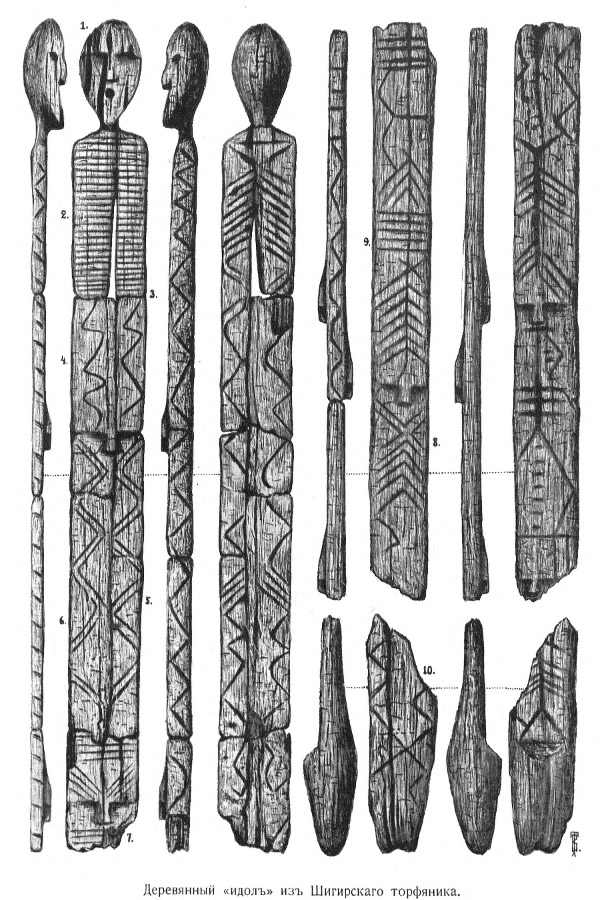
صنم شيجير ، بعض رسومات الوجوه السفلية تظهر في الصورة.

صنع هذا الصنم من نحت قطع طازجة من شجر صنوبر قديم عمره 157 سنة واستخدمت أدوات حجرية لنحت العلامات. رأس الصنم يظهر وجه مع عيون وأنف وفم. الجسم مسطح ومستطيل كما توجد عليه زخارف هندسية تزين سطحه من ضمنها أشكال تعرجات زجزاج ورسومات وجوه وأيدي. ;
الخطوط الأفقية على مستوى القفص الصدري قد تمثل أضلاعه، وهناك خطوط وإشارات تغطي بقية الجسم تتخللها بعض إشارات على شكل وجوه. تشكيل الصنم يشبه عمود رسم طوطمي.
تتباين أراء الباحثين في الغرض من تمثيل هذ الصنم، ولا يوجد اتفاق بينهم. ولكن هذا الاكتشاف يفصح عن زمن بدء الإنسان بشكيل قطع فنية للطقوس، وهذا يختلف عن نوع الفن الواقعي الذي يُرى في كهوف لاسكو. 
اعتقد العلماء في السابق أن هذا النوع من الفن المعقد المشابهة لصنم شيجير كانت قد بدأت في وقت استقرار الإنسان وقيامه بفلاحة الأرض في الشرق الأوسط قبل نحو 8000 سنة، أي 6000 سنة قبل الميلاد. 
.

## اقرأ أيضا
- كهف لاسكو
- كهف شوفيه